# Anpan

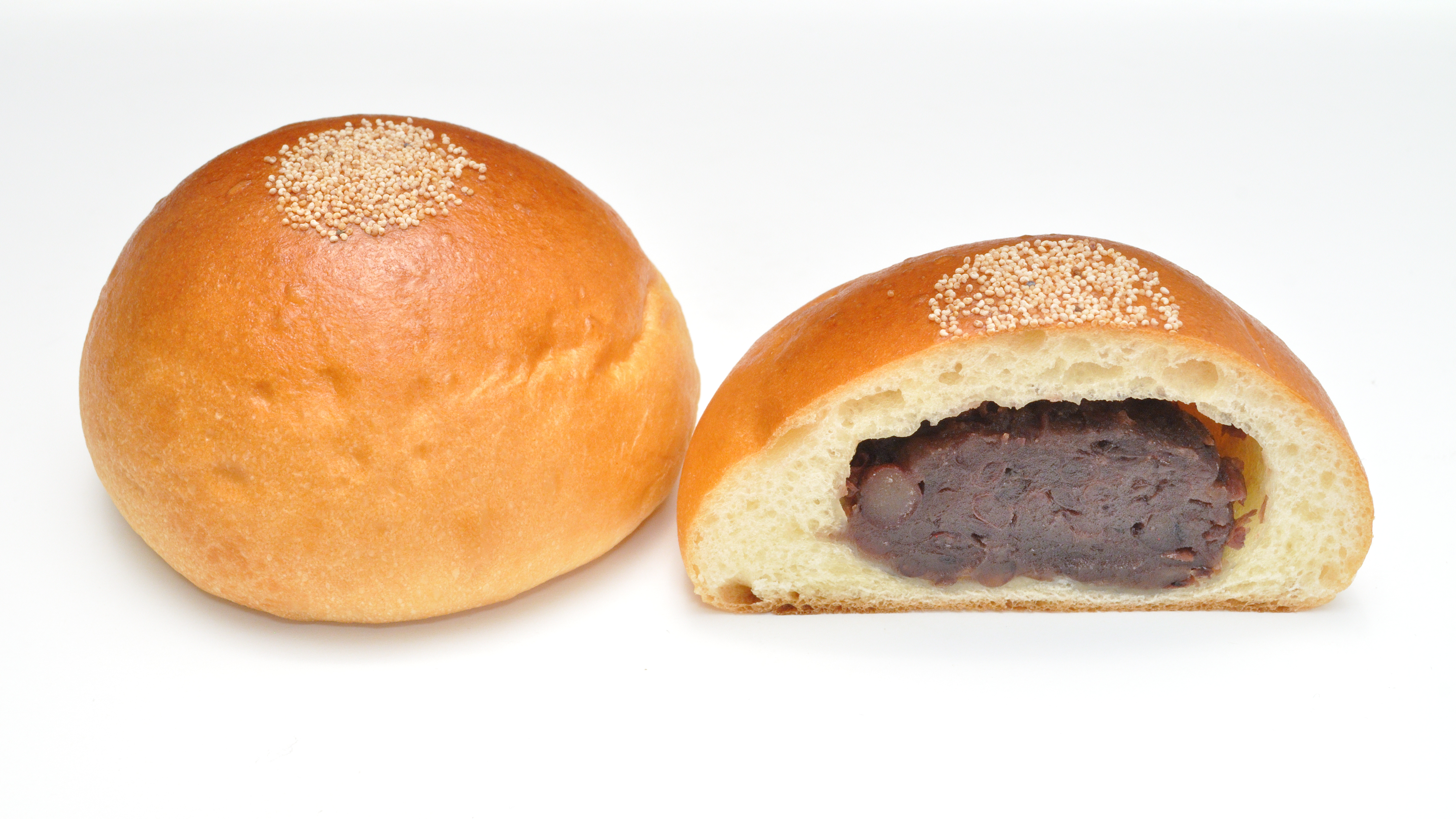
Anpan.

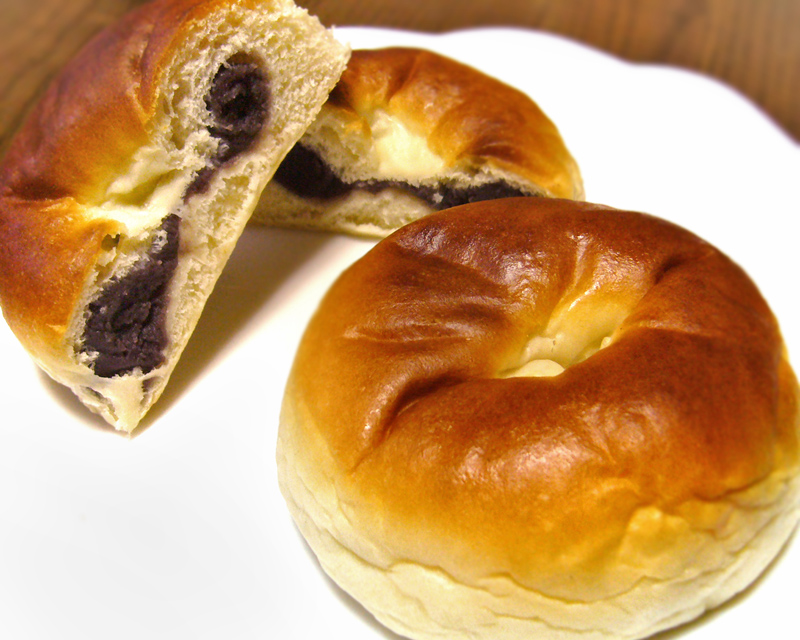
Anpan.

El anpan (あんパン?) es un bollo dulce japonés relleno con anko (pasta de judía azuki). Hay muchos tipos de anpan, incluyendo goma an, shiro an, uguisu an y kuri an, pero el original es el de anko hecho con judía azuki.

## Historia
El anpan se elaboró por primera vez en 1875, durante el periodo Meiji, por un hombre llamado Yasubei Kimura, un samurái que perdió su trabajo con el auge del Ejército Imperial (formado por reclutas) y la disolución de los samuráis como clase social. La era Meiji fue un periodo en el que Japón se estaba occidentalizando, y muchos samuráis que perdieron su trabajo recibieron empleos que les eran totalmente nuevos. El de panadero occidental fue uno de ellos.
Un día, mientras deambulaba por la zona donde trabajaba mucha gente empleada en trabajos occidentales, Kimura Yasubei encontró a un joven haciendo pan. Yasubei abrió entonces una panadería llamada Bun'eidō (文英堂). En 1874 se trasladó a Ginza y cambió el nombre de la panadería a Kimuraya (木村屋). Sin embargo, en esa época la única receta de pan conocida en Japón era la de una variedad agridulce, poco adecuada al gusto japonés de la época. Yasubei quería hacer un pan más adecuado al gusto nipón, y terminó logrando una receta al estilo manjū, elevando la masa con la tradicional levadura líquida sakadane. Entonces rellenó el pan con un wagashi de pasta de judía y vendió el anpan resultante como aperitivo. El producto se hizo muy popular, no solo por su sabor, sino también porque los japoneses estaban entonces muy interesados en todo lo nuevo y extranjero.
Más tarde, un hombre llamado Takayuki Yamaoka, un chambelán del emperador Meiji, que adoraba el anpan, pidió a los Tokugawa, los gobernantes de Japón anteriores al periodo Meiji, que regalasen anpan al emperador cuando lo visitasen. Así los Tokugawa pidieron a Yasubei que hiciese algunos para el emperador. Yasubei trabajó duro para preparar el anpan, ya que también se preocupó por su aspecto, decorándolos con una flor de cerezo en salazón. Este anpan fue regalado al emperador Meiji el 4 de abril de 1875. El emperador pidió a Yasubei que le presentase el anpan todos los días, y gracias al rumor de que el emperador lo comía, el consumo de pan, y especialmente de anpan, empezó a extenderse por el país.